# La Folle de Chaillot (film, 1969)
Pour la pièce, voir La Folle de Chaillot. Pour les autres homonymes, voir Chaillot.
Pour plus de détails, voir Fiche technique et Distribution.
La Folle de Chaillot (The Madwoman of Chaillot) est un film britannique réalisé par Bryan Forbes et sorti en 1969.

## Synopsis
Dans le Paris des années 1960, un groupe d'agent internationaux ambitionne de forer les sous-sols de la ville dans le but hautement improbable de trouver du pétrole mais une vieille dame excentrique du quartier de Chaillot, s'imaginant vivre à la Belle Époque, va contrecarrer leur projet.

## Fiche technique
- Titre original : The Madwoman of Chaillot
- Titre franças : La Folle de Chaillot
- Réalisation : Bryan Forbes, assisté d'Alain Bonnot
- Scénario : Edward Anhalt et Maurice Valency, d'après la pièce homonyme de Jean Giraudoux
- Musique : Michael J. Lewis
- Direction artistique : Georges Petitot
- Décors : Ray Simm
- Costumes : Rosine Delamare
  - Chanson : The Lonely Ones, paroles de Gil King et musique de Michael J. Lewis
- Photographie : Burnett Guffey, Claude Renoir
- Son : Bill Daniels
- Montage : Roger Dwyre
- Production  : Ely Landau, Anthony B. Unger
- Société de production : Commonwealth United Entertainment
- Sociétés de distribution : Warner Bros. / Seven Arts
- Pays d'origine :  Royaume-Uni
- Langue : anglais
- Format : couleur (Technicolor) — 35 mm — 1,85:1 (Panavision) — son monophonique
- Genre : comédie dramatique
- Durée : 132 minutes
- Dates de sortie : 
  - États-Unis 12 octobre 1969 (New York)
  - Royaume-Uni : 31 octobre 1969
  - France : 10 juin 1970
- Affiche : Raymond Elseviers (Belgique)

## Distribution
- Katharine Hepburn (VF : Jacqueline Porel) : la comtesse Aurelia, la Folle de Chaillot
- Edith Evans : Joséphine, la Folle de la Concorde
- Margaret Leighton (VF : Mony Dalmès) : Constance, la Folle de Saint-Sulpice
- Giulietta Masina (VF : Paule Emanuele) : Gabrielle, la Folle de Passy
- Yul Brynner (VF : Michel Gatineau) : le Président
- Charles Boyer : le Courtier
- Paul Henreid (VF : Jacques Berthier) : le Général
- John Gavin (VF : Jean Fontaine) : le Prêtre
- Oskar Homolka (VF : Yves Brainville) : le Commissaire
- Donald Pleasence (VF : Claude Dasset) : le Prospecteur
- Danny Kaye (VF : Maurice Nasil) : le Chiffonnier
- Nanette Newman (VF : Régine Blaess) : Irma
- Richard Chamberlain (VF : Claude Giraud) : Roderick
- Claude Dauphin : le docteur Jadin
- Fernand Gravey : l’agent de police
- Gilles Segal : le sourd-muet
- Henri Cogan (VF : Claude Joseph) : le serveur au bar
- Henri Virlogeux : un clochard
- Gerald Sim (VF : Jacques Mancier) : Julius

## Production
Le tournage commence sous la direction de John Huston avant que celui-ci ne soit remplacé par Bryan Forbes. Il a eu lieu aux studios de la Victorine  à Nice et en extérieurs à Paris durant les événements de Mai 68.
Sur le mot d'ordre du syndicat CGT des techniciens de la production cinématographique enjoignant le 19 mai depuis la bourse du travail de Paris aux différentes filières de cesser le travail, mot d'ordre relayé par les États généraux du Cinéma, les tournages sont suspendus à Paris comme en Province. À la Victorine, un accord entre les techniciens du film et les producteurs américains permet de poursuivre le tournage.